# Gare de Vieilleville
La gare de Vieilleville est une gare ferroviaire française de la ligne de Montluçon à Saint-Sulpice-Laurière, située sur le territoire de la commune de Mourioux-Vieilleville dans le département de la Creuse en région Nouvelle-Aquitaine. 
C'est une halte voyageurs de la Société nationale des chemins de fer français, desservie par des trains régionaux TER Auvergne-Rhône-Alpes et Nouvelle-Aquitaine.

## Situation ferroviaire
Établie à 414 mètres d'altitude, la gare de Vieilleville est située au point kilométrique (PK) 428,480 de la ligne de Montluçon à Saint-Sulpice-Laurière, entre les gares de Montaigut et de Marsac (Creuse). Gare de bifurcation, elle est également l'origine de la ligne de Vieilleville à Bourganeuf (inexploitée), avant la halte de Bourdaleix-Cornat (fermée).
Depuis mars 2014, les installations techniques de l'embranchement sont gérées par un Poste d'aiguillage informatique à technologie PC (PIPC) implanté sur place, mais commandé depuis le Poste de Commande à Distance (PCD) de la gare de Saint-Sulpice-Laurière.

## Histoire
Elle devient une gare de bifurcation le 5 août 1883, lors de l'ouverture de l'antenne embranchée de Vieilleville à Bourganeuf par la Compagnie PO. Cette courte ligne est fermée au trafic des voyageurs le 6 mars 1939 et à celui des marchandises vers 2004, elle inexploitée depuis.

## Fréquentation
La fréquentation de la gare est détaillée dans le tableau ci-dessous :
| 2015  | 2016  | 2017  | 2018  | 2019  | 2020  | 2021  | 2022  | 2023  |
| ----- | ----- | ----- | ----- | ----- | ----- | ----- | ----- | ----- |
| 2 273 | 2 749 | 2 819 | 2 504 | 3 417 | 1 677 | 1 403 | 2 430 | 3 558 |

## Service des voyageurs

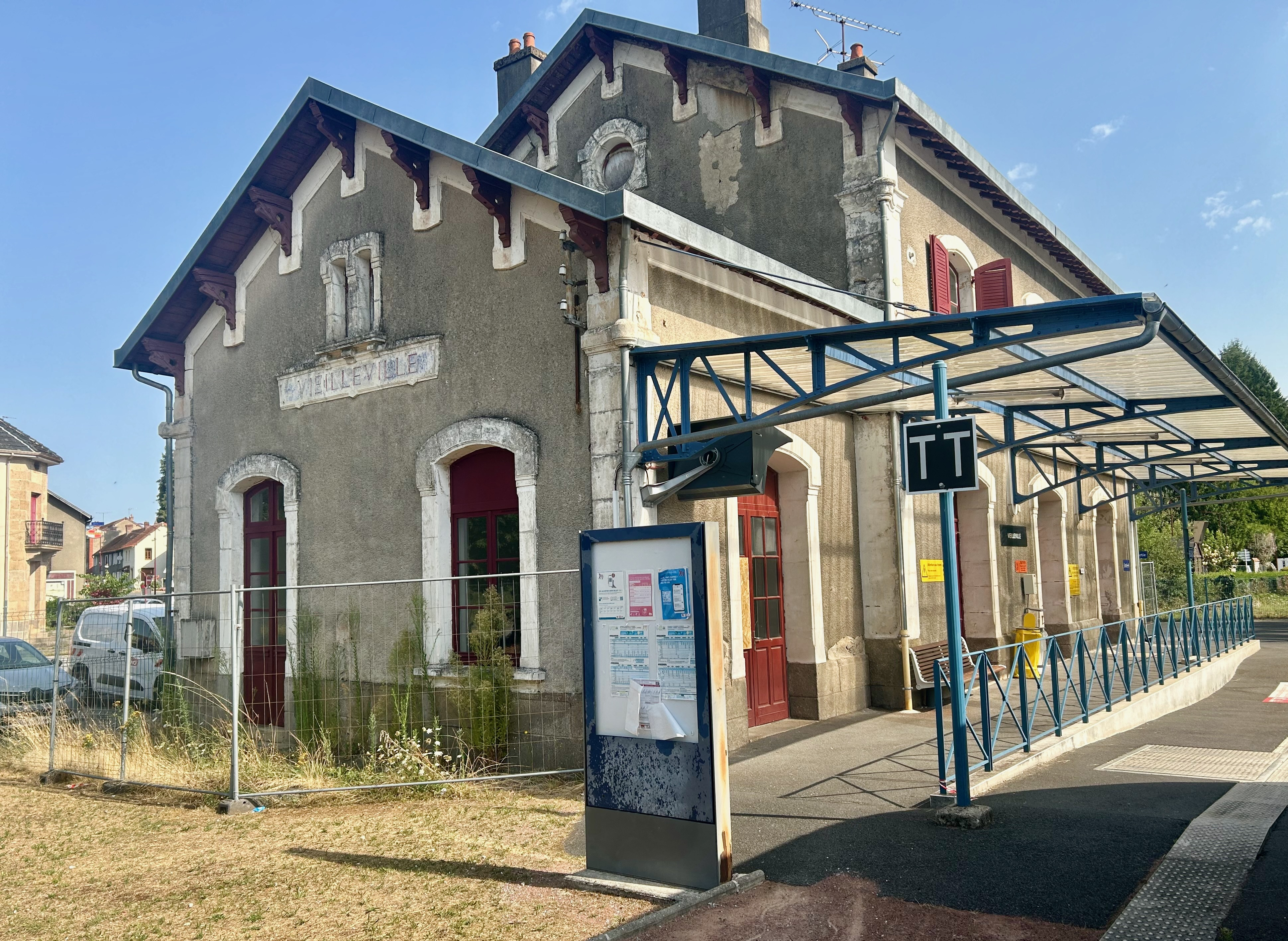
Le bâtiment voyageurs.

### Accueil
Halte SNCF, c'est un point d'arrêt non géré (PANG) à accès libre. Elle est équipée d'un automate pour l'achat de titres de transport.
En 2022, selon les estimations de la SNCF, la fréquentation annuelle de la gare était de 2 430 voyageurs.

### Desserte
Vieilleville est desservie par les trains TER Nouvelle-Aquitaine (lignes de Limoges-Bénédictins à Guéret ou Montluçon-Ville).

### Intermodalité
Un parking pour les véhicules y est aménagé à proximité.
La gare est en correspondance avec la ligne 11 de TransCreuse (Nouvelle Aquitaine) allant de la Souterraine à Bourganeuf.

## Patrimoine ferroviaire
L'ancien bâtiment voyageurs, fermé à ce service, est toujours présent sur le site.